# Karl Blasel

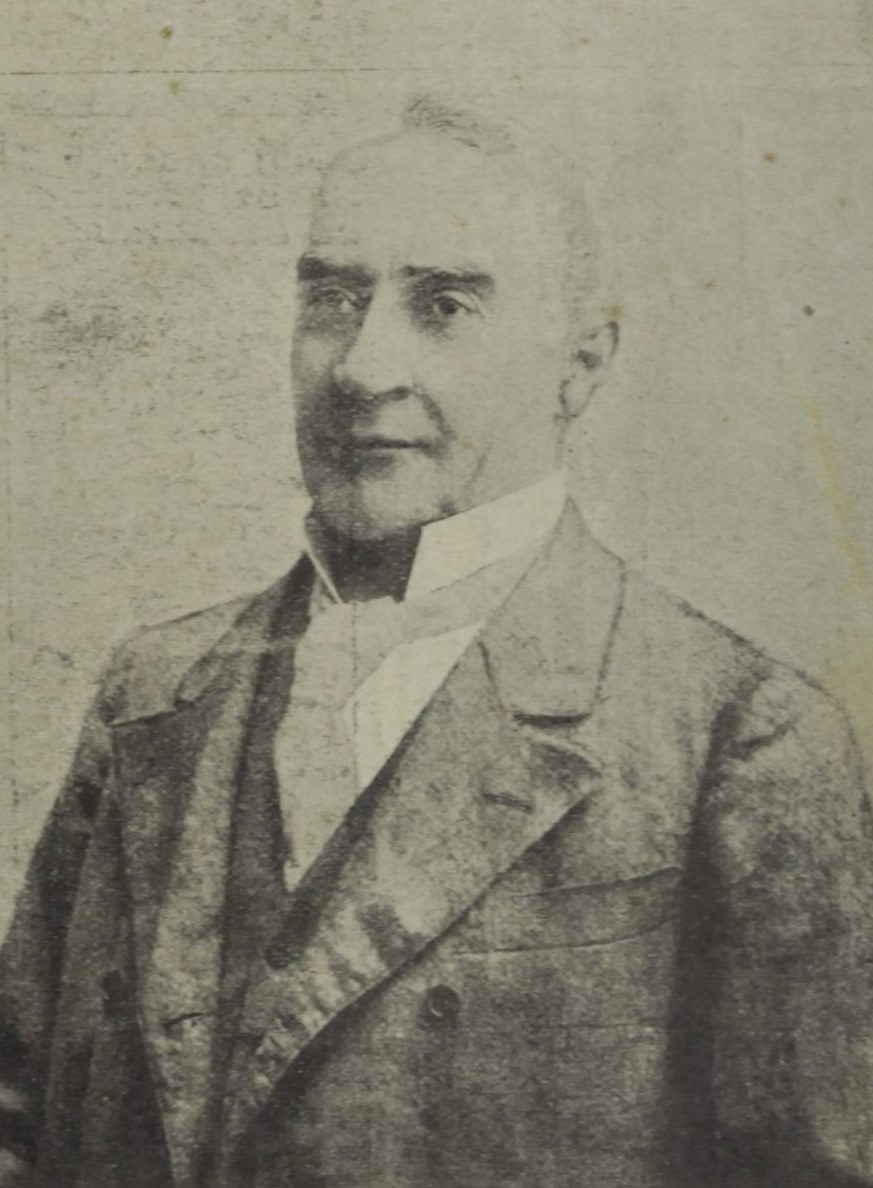
Karl Blasel, um 1899

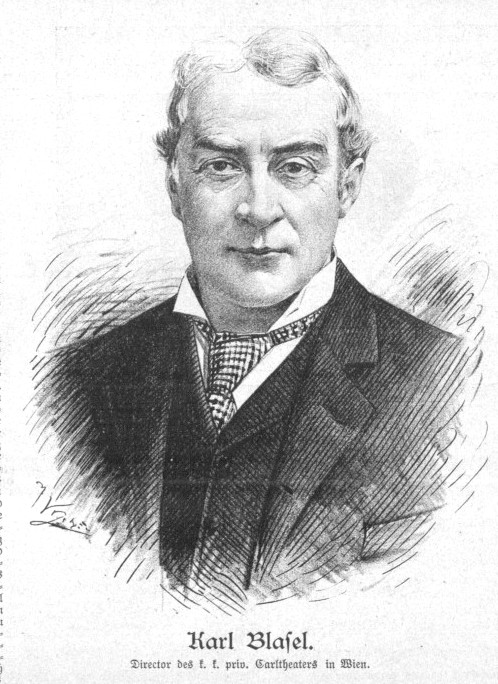
Karl Blasel (von Jan Vilímek, 1892)

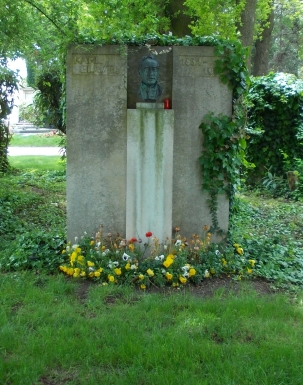
Grabstätte von Karl Blasel

Karl Blasel, nach Taufeintrag Carl Blasel. (* 16. Oktober 1831 in Wien, Kaisertum Österreich; † 16. Juni 1922 ebenda, Österreich) war ein österreichischer Schauspieler und Theaterdirektor. 

## Leben
Blasel wurde als elftes Kind eines Perlmuttergraveurs in der Lederergasse im 8. Wiener Gemeindebezirk geboren. Im Taufbuch der Kirche Maria Treu wird er mit dem Namen „Carl“ eingetragen. Ebenso schrieb er selbst seinen Vornamen Zeit seines Lebens mit „C“. In Zeitungsartikeln und auf Programmzetteln erschien sein Name trotzdem hin und wieder irrtümlich in der Schreibweise „Karl“. 
Als Talent von Johann Michael Weinkopf entdeckt, genoss er in frühen Jahren eine Ausbildung zum Sängerknaben an der Wiener Hofoper. Sein erster Auftritt erfolgte in der Zauberflöte, wo er als Affe zu Taminos Flöte tanzen musste. Seine weitere Ausbildung genoss er an der Sing- und Geigenschule der Michaeler. In der Josefstädter Gesangsschule eines Herrn Hüpfel schloss er sich dann einer Gruppe an, die ein Haustheater errichteten. Dort lernte er auch Josef Matras kennen, der die Truppe mit Lebensmitteln versorgte.
In der Theatersaison 1849/50 debütierte Blasel unter Direktor Franz Thomé in Laibach als Chorist im Stück „Die Reise nach Graz“. Dort lernte Karl auch seine Kollegin Johanna Wellen kennen, die er 1859 in der Pfarrkirche von Lemberg heiratete. Ihr gemeinsamer Sohn Leopold Blasel, genauso wie sein Neffe Paul Blasel wie auch dessen Frau Leopoldine Blasel waren Schauspieler bzw. Sänger.
Zunächst wurde er immer wieder in Rollen eines Naturbursche oder jugendlichen Liebhabers engagiert, wechselte später aber ins komische Fach, was sein Fach wurde. In den nächsten Jahren war er Mitglied verschiedenster Bühnen, u. a. in den Jahren 1851 und 1856 am National Theater Innsbruck. Ab 1863 trat Karl Blasel auch am Theater an der Wien auf, welches damals von Franz Stampfer geleitet wurde. Er debütierte am 23. März des Jahres in dem Stück Ein Abenteuer in der Waldmühle sowie als Sterzl in der Posse Die leichte Person. Hierauf übernahm er zahlreiche komische Operettenrollen, wie zum Beispiel König Bobêche in Blaubart, Prinz Paul in Großherzogin von Gerolstein und König Menelaos in Die schöne Helena. Schnell avancierte er damit zu einem Liebling der Wiener Bevölkerung. In jener Zeit gastierte Blasel mit Erfolg auch u. a. am Linzer und Grazer Theater.
1869 folgte Karl Blasel dem Ruf ans Carltheater und trat dort am 22. März zum ersten Mal in der Posse Glück, Missbrauch und Rückkehr oder Die Geheimnisse des grauen Hauses von Johann Nestroy auf. Dort feierte er zusammen mit Wilhelm Knaack und Josef Matras große Erfolge als Komiker-Trio.
Im August 1883 pachtete Blasel das Theater in der Josefstadt für fünf aufeinanderfolgende Jahre von dessen Besitzer Graf Degenfeld-Schönburg. Aufgrund eines noch bestehenden Pachtvertrages mit Karl Costa konnte er das Haus jedoch erst ab 12. September 1885 als Direktor leiten. Am 23. Juni des darauf folgenden Jahres erhielt Karl Blasel die Bürgerrechte der Stadt Wien verliehen. Unter der administrativen Leitung Blasels erlebte das Theater eine Blütezeit und große geschäftliche Erfolge. Am 18. Oktober 1888 gab man zum hundertjährigen Bestehen des Hauses eine Revue, bei der auch Kaiser Franz Joseph und Kronprinz Rudolf anwesend waren.
Im Februar des Jahres 1889 wurde bekannt, dass Blasel trotz des bis 1891 bestehenden Pachtvertrages ab 1. August 1889 erneut zum Carltheater wechseln werde, um dort die Nachfolge des bisherigen Direktors Franz Steiner zu übernehmen. Er pachtete das Theater für fünf Jahre und plante, es mit seinem bestehenden Personalstamm weiterzuführen. Aufgeführt wurden ausschließlich Possen und Stücke aus dem Wiener Genre. Die Wiederkehr an dieses Theater wurde vom Wiener Publikum begeistert aufgenommen. Auch das Carltheater florierte unter Blasels Leitung. Als Kaiser Franz Joseph am 24. April 1895 die Vorstellung der Operette Die Lachtaube von Eugen von Taund besuchte, wurde Blasel von ihm, wohl als scherzhafte Anspielung auf dessen Schauspielerkarriere, gefragt: „Was, mein lieber Blasel, Sie sind ja in Frack und weißer Cravate und haben doch auf der Bühne zu spielen?“ Blasel erwiderte: „Einen alten Schauspieler bringt das nicht in Verwirrung, er hat seine Garderobe schnell gewechselt.“ Es entwickelte sich ein Gespräch zu Blasels Verhandlungen, das Ronacher Theater in Wien zu pachten. Eine Übernahme fand jedoch nicht statt. Schließlich wurde er 1895 von Franz von Jauner als Direktor abgelöst. Der endgültige Bruch mit dem Carltheater erfolgte 1896, als die Spannungen mit dem neuen Direktor ihren Höhepunkt in einer Umbesetzung fanden. Blasel kehrte zunächst an das Theater an der Wien zurück.
Im Juli 1899 pachtete Blasel im Alter von 69 Jahren und kurz vor seinem 50-jährigen Bühnenjubiläum das damalige Wiener Varieté Theater Colosseum. Neben Artisten und Künstlern aus aller Welt sollten hier nun auch Wiener Theaterstücke, einaktige Operetten und Possen aufgeführt werden. Ein Novum war außerdem die Aufführung der täglichen Theaterstücke auch während der Sommermonate. Am 1. Dezember 1899 wurde Karl Blasel im Zuge seines 50-jährigen Bühnenjubiläums auch das goldene Verdienstkreuz mit der Krone verliehen. Schon zwei Jahre nach Umbau und Neueröffnung des Colosseums musste es wieder schließen. Blasel machte dafür die Eigentümerfirma und starke innerstädtische Konkurrenz verantwortlich und meldete am 2. März 1901 Konkurs an.
Hierauf folgte ein Engagement am Wiener Jantsch-Theater, bevor er im Oktober 1901 ans Carltheater zurückkehrte.
Ab 1902 zeigte sich Blasel auch als Autor verantwortlich. Im Sommer 1902 führte das Jantschtheater zum ersten Mal eine Posse von Karl Blasel mit dem Namen Eine Millionenerbschaft auf. Blasel spielte darin die Hauptrolle. Auch die Posse S'goldne Wienerherz, die im September gleichen Jahres uraufgeführt wurde, sowie Der schöne Karl (1903) stammen aus der Feder Blasels.
Karl Blasel war fast bis zu seinem Tod als Schauspieler tätig. So spielte er zum Beispiel 1912 in Karl Blasel als Zahnarzt der Wiener Kunstfilm-Industrie. Er starb im Alter von 91 Jahren am 16. Juni 1922 in Wien und wurde in einem Ehrengrab auf dem Wiener Zentralfriedhof (Gruppe 32 A, Nummer 47) beigesetzt. Im Jahr 1925 wurde in Wien-Währing (18. Bezirk) die Blaselgasse nach ihm benannt.

## Filmografie
- 1912: Der Unbekannte
- 1912: Karl Blasel als Zahnarzt